# Phil Collen
Philip Kenneth Collen (* 8. prosince 1957 Londýn)  je britský kytarista známý především ze skupiny Def Leppard, kam přišel roku 1982 během nahrávání alba Pyromania. Před příchodem do Def Leppard hrál Collen s řadou britských glam metalových kapel. Mimo Def Leppard působil v řadě vedlejších projektů, zejména na projektu Man Raze, kde je zpěvákem a kytaristou.

## Def Leppard

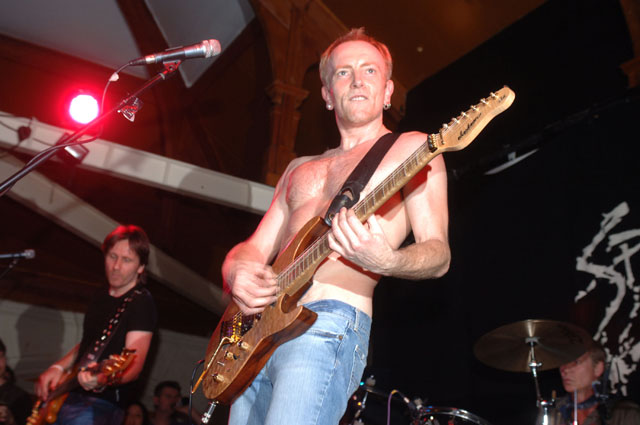
Collen v roce 2005

Než se Collen připojil k Def Leppard v červenci 1982 během nahrávání Pyromanie, byl požádán, aby zvážil připojení ke kapele během turné v roce 1981 k desce High 'n' Dry. Nakonec se tak ale nestalo a v důsledku toho Collen zůstal jako člen skupiny Girl.

### Příchod a přátelství se Stevem Clarkem
Poté, co Peta Willise vyhodili ze skupiny kvůli problémům s alkoholem, zpěvák Joe Elliott zavolal Collenovi a pozval jej na konkurz na nového kytaristu. Během nahrávání Pyromanie byl požádán, aby předevdl sóla k písním „Stagefright“ a „Photograph“. Mutt Lange, producent kapely, řekl Collenovi: „Jen se na tom pobav, zahraj si nějaká sóla“. „Photograph“, „Rock of Ages“, „Foolin“, „Stagefright“ a „Rock Till You Drop“ byly písně, na kterých hrál sóla. On a spoluhráč kytarista Steve Clark se rychle sehráli a stali se blízkými přáteli což vedlo k charakteristickému duálnímu kytarovému zvuku Def Leppard. Collen a Clark se stali známými jako „Terror Twins“.

### Změny v životním stylu, smrt Clarka a nahráváníAdrenalize
Během 80. let Collen se zbavil alkoholismu, přestal jíst maso a přijal obecně zdravý životní styl. Naproti tomu Clark nedodržoval takové standardy a zemřel v důsledku požívání alkoholu počátkem roku 1991.
Po Clarkově smrti stál Collen před výzvou nejen vypořádat se se ztrátou přítele a spoluhráče, ale také s břemenem v podobě nové desky Adrenalize. Hudba již byla napsána, ale Clarkův herní styl se natolik lišil od Collenova, že nahrávání Clarkových partů se ukázalo jako velmi obtížné. Zatímco Clarkův styl hry byl rytmický, melodický a někdy dokonce charakterizovaný jako „odfláknutý“, Collenův styl byl technický a přesný, což vedlo k potížím s napodobováním zvuku Clarkova herního stylu. Kvůli následkům Clarkovy smrti, stejně jako problémům s nahráváním Adrenalize, Collen vážně zvažoval odchod z Def Leppard. Podle Joe Elliotta nechtěl Collen v kapele pokračovat, protože tam nebyl Clark. Řekl: „Raději budu instalatér.“
Clarka nakonec nahradil Vivian Campbell (Dio, Whitesnake) krátce před turné k Adrenalize. To osvobodilo Collena od některých tlaků „přehnaného“ produkčního stylu Def Lepparda a také výzvu hrát Clarkovy kytarové party naživo.

## Osobní život
Collen byl ženatý s herečkou Jacqueline Collen-Tarolly (1989) a Anitou Thomas-Collen (1999). V roce 2010 se oženil s herečkou a kostýmní výtvarnicí Helen L. Simmons.
Collen má pět dětí: Rory (* 1990), Samanthu (* 2004), Savannah (* 2009), Charlotte (* 2014) a Jaxsona (* 2018).
Collen žije od roku 1989 v Orange County v Kalifornii a považuje se za rodáka z Kalifornie. Od roku 1982 je vegetariánem a od roku 2011 veganem.

## Diskografie

### Girl
- Sheer Greed
- Wasted Youth
- Killing Time
- Live at the Marquee

### Def Leppard
- Pyromania (1983)
- Hysteria (1987)
- Adrenalize (1992)
- Retro Active (1993)
- Vault (1995)
- Slang (1996)
- Euphoria (1999)
- X (2002)
- Best Of Def Leppard (kompilace) (2004)
- Rock Of Ages (kompilace) (2005)
- Yeah! (album s covery) (2006)
- Hysteria (Deluxe Edition) (2006)
- Songs From The Sparkle Loungle (2008)
  - Mirror Ball – Live & More (2011)
  - Viva! Hysteria (2013)
  - Def Leppard (2015)

### Man Raze
- Surreal (2008)
- PunkFunkRootsRock (2011)

### Delta Deep
- Delta Deep (2015)